# Muhammad Rahim Khan II
Muhammad Rahim Khan II, död 1910, var khan av Khanatet Khiva mellan 1864 och 1910. Khanatet Khiva annekterades av Ryssland 1873. Efter annekteringen tvingades han efter påtryckningar från ryssarna avskaffa slaveriet och slavhandeln i Khiva.